# Cañón de Infantería Tipo 11 37 mm

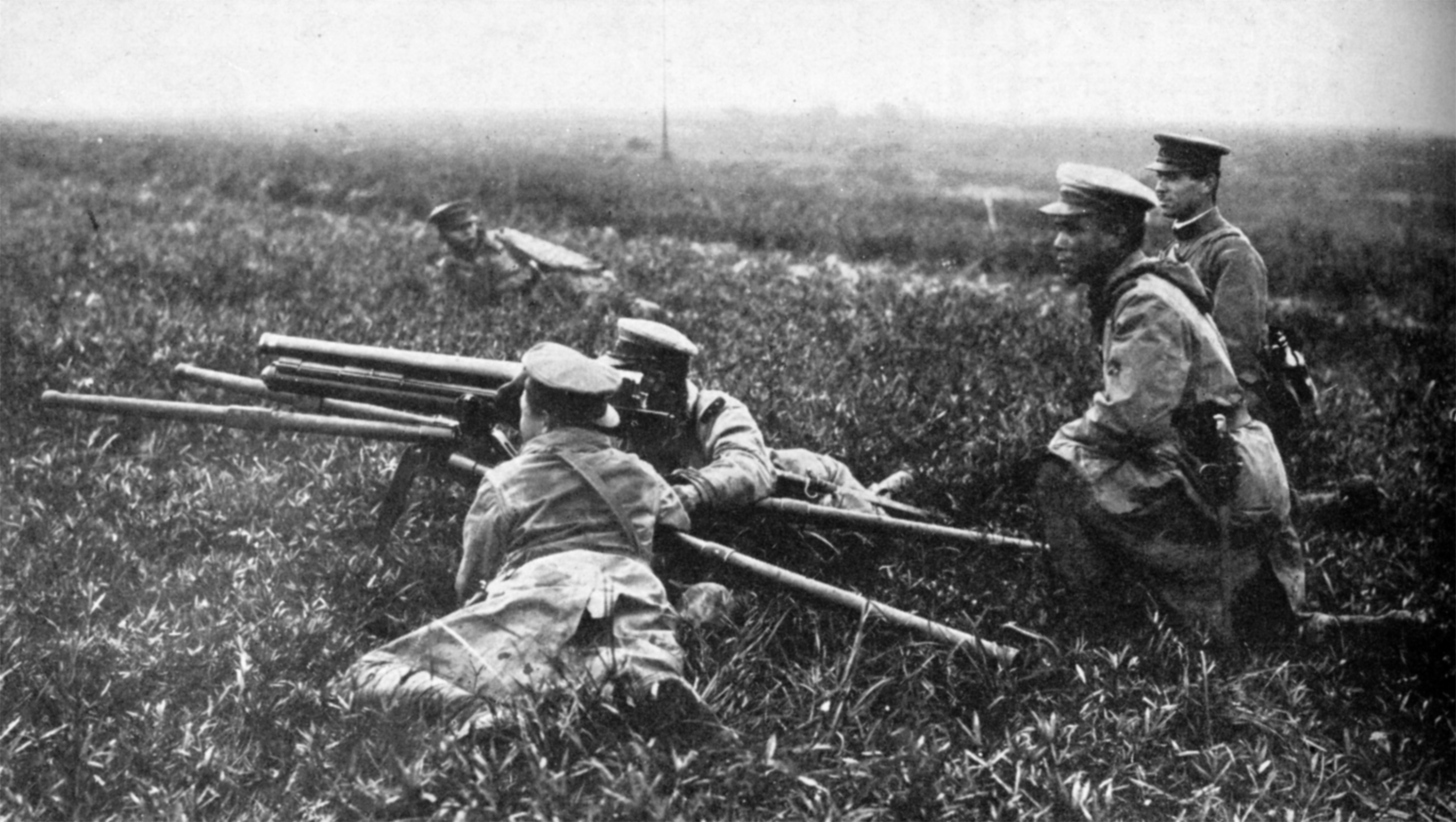
Foto de artilleros del mismo libro japonés. Los dos artilleros principales están operando el cañón, mientras que el primer artillero de reserva está arrodillado detrás de ellos. El líder de escuadra está arrodillado hacia un lado, mientras que el segundo artillero de reserva está echado algo más lejos.

El cañón de Infantería Tipo 11 37 mm (十一年式平射歩兵砲 Jyūiichinen-shiki Heisha hoheihō?) fue un cañón de apoyo empleado por el Ejército Imperial Japonés en la segunda guerra sino-japonesa y la Segunda Guerra Mundial. Su designación se debe a que fue aprobado en el decimoprimer año de reinado del Emperador Taishō (1922).

## Historia y desarrollo
El Tipo 11 37 mm entró en servicio en 1922. Estaba pesando para emplearse contra nidos de ametralladora y tanques ligeros, un modelo modificado fue utilizado para armar algunos de los primeros tanques japoneses (el Renault NC27 japonés y algunos de los primeros tanques medios Tipo 89 I-Go). Había sido ampliamente sobrepasado por el Tipo 94 37 mm al inicio de la Guerra del Pacífico.

## Diseño
El Tipo 11 37 mm estaba basado en el cañón de Infantería de 37 mm modelo 1916 TRP francés (37mm M1916 en el Ejército de los Estados Unidos), cuya licencia de producción fue comprada por Japón después de la Primera Guerra Mundial y fue modificado a los estándares japoneses. Disparaba desde un trípode tubular de acero y su recámara tenía un cierre vertical deslizante, que era accionado por una palanca situada en el lado derecho del cañón. Era disparado al jalar con fuerza un acollador que colgaba de su cierre, lanzando una palanca contra el percutor, que golpeaba y activaba el fulminante de la vaina del proyectil.
Fue ideado para ser llevado al frente por sus artilleros, empleando sus colas posteriores como varas de transporte y no tenía ruedas, con un par de varas desmontables en la parte frontal que permitían levantar el cañón por cuatro hombres. Las colas del cañón estaban equipadas con topes para fijar con firmeza al cañón en posición.
El cañón disparaba el obús de alto poder explosivo Tipo 12, que llevaba una carga explosiva de 41 g, al igual que un proyectil antitanque ineficiente.   

## Historial de combate
Los cañones de Infantería Tipo 11 37 mm eran usualmente asignados en grupos de cuatro a los regimientos de Infantería. Cada arma tenía un equipo de 10 hombres: un líder de escuadra, cuatro artilleros (dos de ellos se mantenían como reserva a corta distancia del cañón, tres hombres para transportar munición y dos que se encargaban de los caballos que transportaban el cañón. Se mantenían en contacto con el Cuartel General del regimiento (usualmente a 300 m de distancia) mediante teléfono de campaña o mensajeros.
El cañón fue eficaz en las primeras etapas de la segunda guerra sino-japonesa para su planeado propósito de ofrecer a la Infantería mayor potencia de fuego contra posiciones semifortificadas, como casamatas, nidos de ametralladora y vehículos ligeramente blindados. Sin embargo, su baja velocidad de boca, pequeño calibre y baja cadencia de disparo lo hicieron rápidamente obsoleto contra las fuerzas Aliadas equipadas con tanques, siendo rara vez visto fuera de unidades de reserva durante la Guerra del Pacífico.

## Cañones similares
- Cañón de Infantería de 37 mm modelo 1916 TRP
- 3.7 cm Infanteriegeschütz M.15